# Thiago Sales
Thiago Sales (ur. 12 sierpnia 1986) – brazylijski lekkoatleta, specjalizujący się w biegu na 400 metrów przez płotki.

## Osiągnięcia
- 2 medale mistrzostw świata wojskowych (Sofia 2009, srebro na 400 metrów przez płotki oraz brąz w sztafecie 4 x 400 metrów)

### Rekordy życiowe
- bieg na 400 m przez płotki - 50.25 (2007)